# Гомес, Ник
Ник Гомес (англ. Nick Gomez; род. 13 апреля 1963, Сомервилл, Массачусетс) — американский режиссёр и актёр. Он много раз был режиссёром на телевидении и на киностудиях. Он также сыграл в нескольких фильмах. В феврале 1998 года, Гомеса и его фильм «Жестокий город» наградили премией «Минами Тосико» на девятом Международном кинофестивале в Юбари.

## Фильмография

### Телевидение
Режиссёр (эпизоды)
- Сорвиголова / Daredevil (Netflix)
- Чёрная метка / Burn Notice (USA Network)
- Волшебный город / Magic City (Starz)
- Пробуждение / Awake (NBC)
- Голубая кровь / Blue Bloods (CBS)
- Схватка / Damages
- До смерти красива / Drop Dead Diva
- Детройт 1-8-7 / Detroit 1-8-7 (ABC)
- Закон и порядок: Лос-Анджелес / Law & Order: LA
- Вспомни, что будет / FlashForward (ABC)
- Доктор Хаус / House (Fox)
- В последний миг / Eleventh Hour (CBS)
- Рыцарь дорог / Knight Rider (NBC)
- Настоящая кровь / True Blood (HBO)
- Декстер / Dexter (Showtime)
- Узнай врага / Sleeper Cell (Showtime)
- Клан Сопрано / The Sopranos (HBO)
- 4400 / The 4400
- Щит / The Shield (FX)
- Вероника Марс / Veronica Mars (UPN) (эпизод: "You Think You Know Somebody)
- Закон и порядок: Специальный корпус / Law & Order: Special Victims Unit (NBC)
- Кризис / Crisis (NBC)

### Кино
Режиссёр
- Рикошет / Ricochet - ТВ (2011)
- Конечный риск / Final Jeopardy -ТВ (2001)
- Утопим Мону! / Drowning Mona (2000)
- Жестокий город / Illtown (1996)
- Дела в Нью-Джерси / New Jersey Drive (1995)
- Закон неизбежности / Laws of Gravity (1992)

Актёр
- Теория успеха / Theory of Achievement - короткометражка (1991)
- Война мафий / Mob War (1989)
- Часы / Hours (2012) — Лобо